# Stanisław Potocki (1607–1647)
Stanisław Potocki herbu Pilawa (ur. 1607 w Kamieńcu Podolskim, zm. luty–marzec 1647) – pułkownik wojsk koronnych, komisarz do spraw kozackich. Syn Jakuba wojewody bracławskiego, brat: Mikołaja, zwanego Niedźwiedzią Łapą, hetmana wielkiego koronnego i Dominika Jakuba dominikanina.
Został pochowany w Potoku Złotym.